# Mobula thurstoni
The bentfin devil ray, lesser devil ray, smoothtail devil ray, smoothtail mobula, or Thurton's devil ray (Mobula thurstoni) là một loài cá thuộc họ Mobulidae. Nó được tìm thấy ở Úc, Brasil, Chile, Costa Rica, Bờ Biển Ngà, Ecuador, El Salvador, Eritrea, Guatemala, Honduras, Ấn Độ, Indonesia, Nhật Bản, México, Nicaragua, Oman, Philippines, Senegal, Nam Phi, Thái Lan, and có thể Madagascar. Các môi trường sống tự nhiên của chúng là open seas, biển nông, subtidal aquatic beds, and coral reefs.